# Oreogeton biumbratus
Oreogeton biumbratus är en tvåvingeart som beskrevs av Collin 1933. Oreogeton biumbratus ingår i släktet Oreogeton och familjen Oreogetonidae. Inga underarter finns listade i Catalogue of Life.